# Parco naturale dei Monti Aurunci
Il parco naturale dei Monti Aurunci è  un'area naturale protetta del Lazio istituita nel 1997 e situata al confine tra le province di Frosinone e Latina.

## Storia
Il parco è stato istituito dalla legge regionale 6 ottobre 1997, n. 29 della regione Lazio (art. 44, c. 1 lett. b) e attualmente non comprende tutti gli ambiti territoriali dei comuni ricadenti nel comprensorio laziale dei Monti Aurunci;

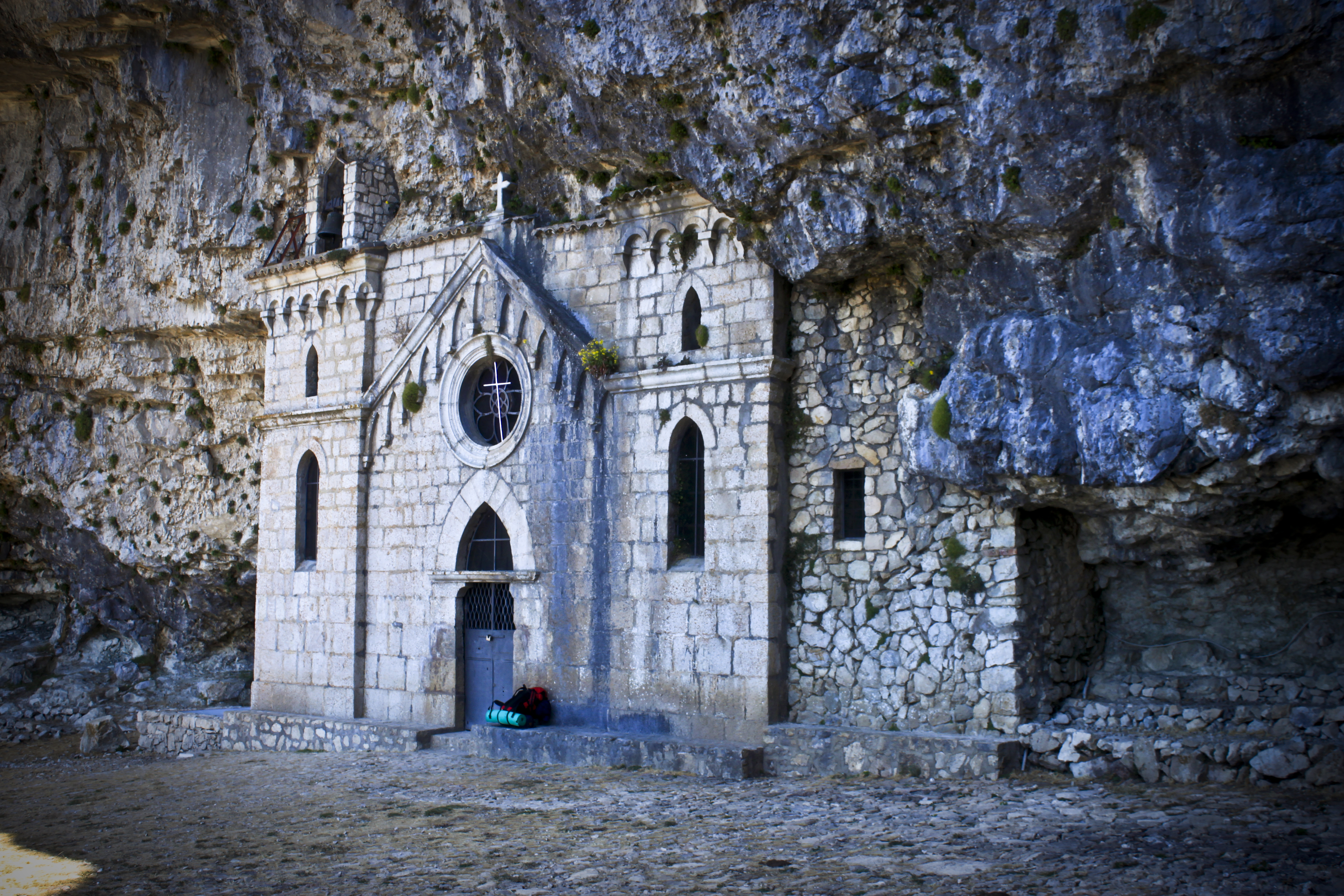
Eremo di San Michele Arcangelo e Redentore - Parco naturale dei Monti Aurunci

## I Monti Aurunci
Gli Aurunci in gran parte compresi nell'omonimo parco, sono una catena montuosa dell'Appennino centro-meridionale, caratterizzata in larga parte da calcari chiari con ampie sassaie e pendici asciutte e brulle, coperte da radi cespugli e da erba scarsa. Geograficamente si tratta di un massiccio appartenente alla più ampia catena dei Volsci, di cui i monti Aurunci fanno parte insieme ai Lepini e agli Ausoni. Gli Aurunci si sviluppano, nel tratto più meridionale della costa laziale, a est della piana di Fondi e alle spalle di Gaeta, Formia, Minturno, Castelforte e Santi Cosma e Damiano.
Le cime più elevate sono quelle dei monti Petrella (1.533 m), Ruazzo (1314 m), Sant'Angelo (1.404 m), Fuga (953 m) e Maio (940,2 m).

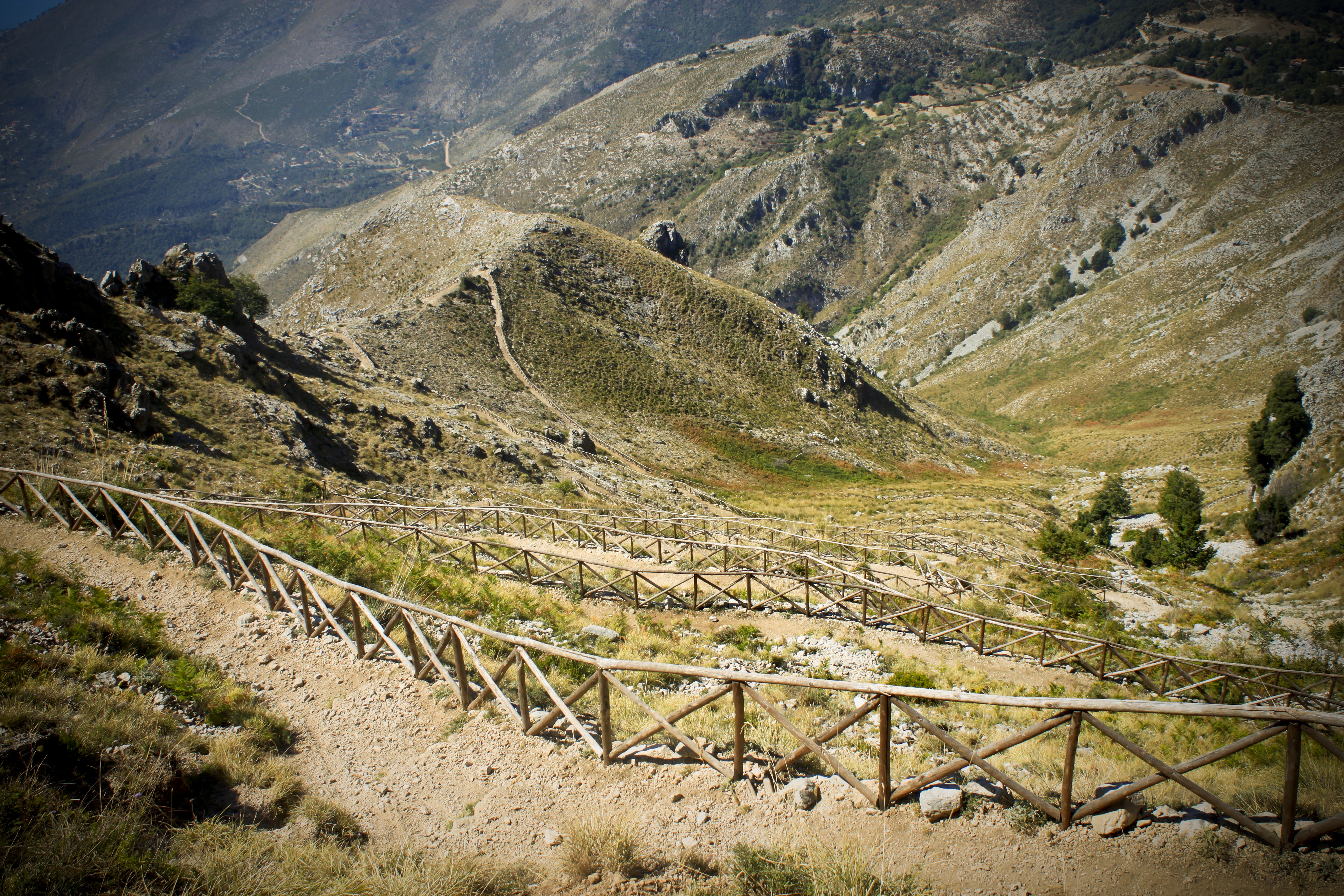
Sentiero degli Aurunci - Parco naturale dei Monti Aurunci

## Comuni
Nel territorio del Parco ricadono attualmente i seguenti comuni:

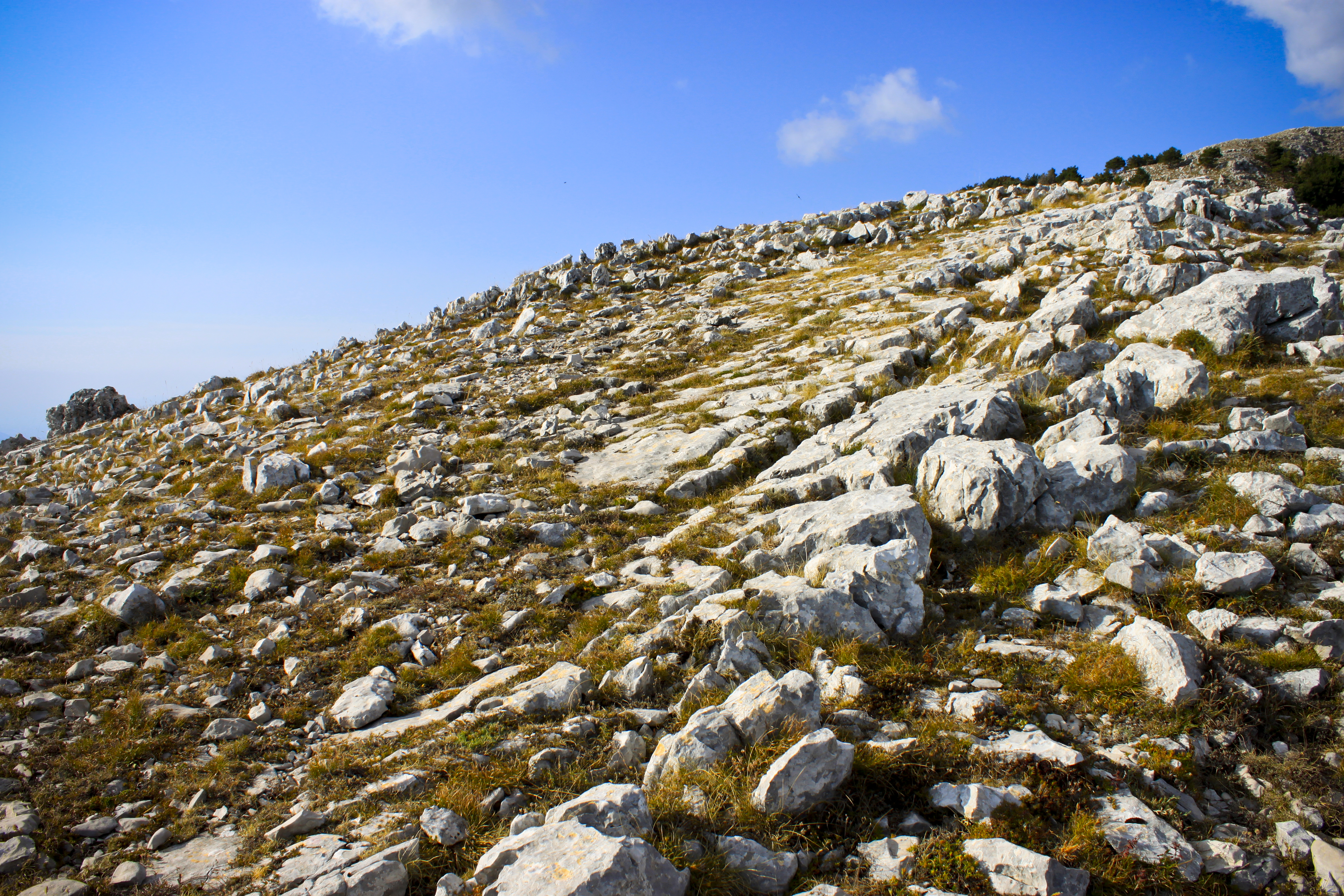
Colline rocciose - Parco Naturale dei Monti Aurunci

Provincia di Latina
- Campodimele
- Fondi
- Formia
- Itri
- Lenola
- Spigno Saturnia

Provincia di Frosinone
- Ausonia
- Cassino
- Esperia
- Pico
- Pontecorvo

## Flora
I Monti Aurunci costituiscono un punto di transizione tra gli Appennini centrali e quelli meridionali. Ciò rende il territorio del parco particolarmente ricco dal punto di vista floristico; sono state infatti censite sul suo territorio oltre 1.900 specie, tra i quali figurano endemismi e varietà esclusive dell'Italia centrale e meridionale, talune anche molto rare (ad es. Corydalis pumila). In particolare, sono presenti oltre 50 specie di orchidee selvatiche (ad es. Ophrys lacaitae, Ophrys promontorii) cui si aggiungono una ventina di ibridi naturali.
La vegetazione presenta sia aspetti mesofili (cerro, carpino nero, orniello, carpino orientale) sia aspetti xerofili (leccio e foresta con sughera). Sono presenti estesi pascoli xerici a prevalenza di Bromus erectus e importanti aree boschive – prevalentemente nell'area più interna del parco – tra cui leccete, boschi di carpino e querce mesofile, oltre ad aree di faggeta a partire dai 1.200 metri sui monti Petrella e Faggeto. Il versante meridionale, digradante verso il mare, è caratterizzato dalla presenza di specie tipiche della gariga e della macchia mediterranea.

## Fauna
Il parco ospita una ricca fauna, tra cui alcune specie endemiche (ad es. l'artropode Campodea (Monocampa) aurunca e il coleottero Scotonomus auruncus) o di particolare interesse naturalistico (ad es. il tritone italiano). Sono altresì presenti specie più comuni quali la testuggine, la salamandrina dagli occhiali, la rana italica, il biacco, la biscia dal collare e la vipera.
Nei corsi d'acqua sono rappresentate la Rovella (Sarmarutilus rubilio), il Cavedano (Squalius squalus), il vairone (Telestes muticellus), il barbo campano (Barbus fucini) e il cobite pontino (Cobitis feroniae), tutti endemiti italiani, mentre la Lampreda di ruscello (Lampetra planeri), la Trota medieterranea (Salmo ghigii) e la Cagnetta (Salariopsis fluviatilis), sono presenti ma estremamente localizzati.
Tra i mammiferi sono presenti la faina, l'istrice, il ghiro, il tasso, la volpe, il moscardino, il cinghiale, la donnola, la lepre selvatica, la martora e il gatto selvatico.
Negli ultimi anni è stato constatato il ritorno di alcuni esemplari di lupo, animale da tempo scomparso dai monti Aurunci.
L'avifauna del parco è composta da 121 specie di cui 80 nidificanti. Tra le specie censite vi sono passeriformi quali la monachella e il picchio muraiolo, corvidi quali il corvo imperiale e rapaci diurni quali il falco pellegrino, lo sparviero, il lodolaio, il biancone e il gheppio.

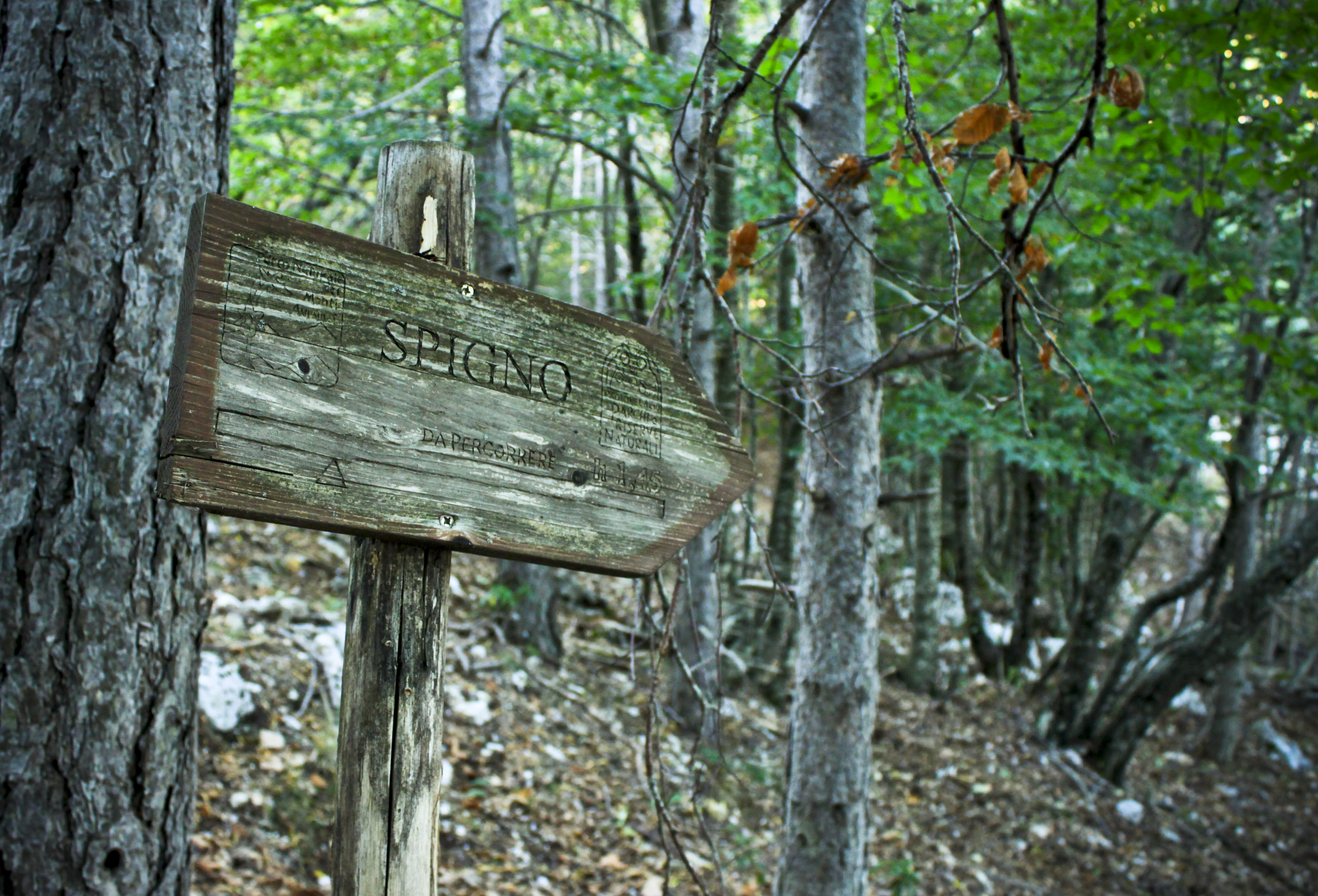
Segnale del sentiero - Parco Naturale dei Monti Aurunci

## Accessi
- In auto:

da Roma: SS 148 Pontina oppure SS 7 Appia in direzione Terracina-Fondi-Formia.
da Napoli: SS 7 quater Domiziana in direzione Mondragone, quindi SS 7 Appia in direzione Formia.
dall'autostrada A1: uscite di Cassino, Ceprano o Pontecorvo.
- In treno:

la stazione di Formia, dalla quale partono autobus per i comuni del Parco, è situata sulla linea Roma-Napoli ed è raggiungibile da entrambe le città in poco più di un'ora; i treni utili sono in media 2 all'ora in entrambe le direzioni. Altre stazioni utili, sulla medesima linea, sono Fondi-Sperlonga e Itri.
- In autobus:

Collegamenti con i comuni del parco sono attivi a partire da Formia, Cassino e Frosinone.